# Liste des longs métrages tadjiks proposés à l'Oscar du meilleur film international
Cet article présente la liste des longs métrages tadjiks proposés à l'Oscar du meilleur film international.

## Films proposés par le Tadjikistan
| Année (Cérémonie) | Titre français      | Titre original | Langue(s)     | Réalisateur            | Résultat                      |
| ----------------- | ------------------- | -------------- | ------------- | ---------------------- | ----------------------------- |
| 2000 (72e)        | Luna Papa           | Лунный папа    | russe         | Bakhtiar Khudojnazarov | Non nommé                     |
| 2006 (78e)        | Sexe et Philosophie | سکس و فلسفه    | tadjik, russe | Mohsen Makhmalbaf      | Disqualifié                   |
| 2024 (96e)        | Mélodie,            | ملودی          | persan        | Behrouz Sebt Rasoul    | Retiré de la liste définitive |
| 2025 (97e)        | Mélodie,            | ملودی          | persan        | Behrouz Sebt Rasoul    | En attente                    |